# Protocollo di Damasco

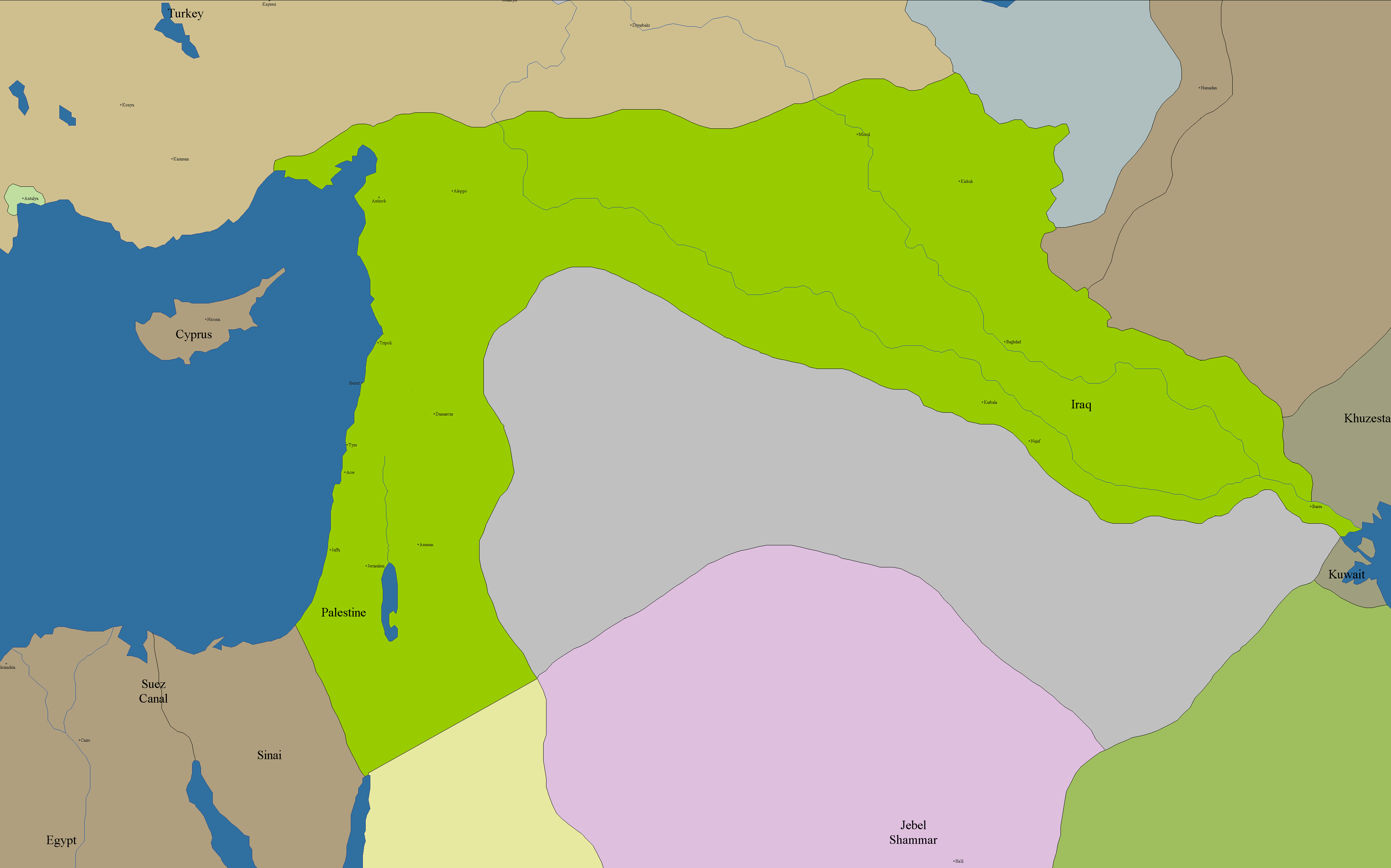
Lo "Stato arabo" (in verde) così come venne promesso agli hashemiti dal protocollo di Damasco

Il protocollo di Damasco è stato un documento con il quale, poco dopo lo scoppio della prima guerra mondiale, due società segrete arabe (al-Fatat e al-'Ahd) comunicavano a Fayṣal b. Ḥusayn la loro intenzione di sostenere la rivolta araba contro l'Impero ottomano a patto che i britannici si fossero impegnati a garantire la creazione di uno Stato arabo indipendente. Fayṣal informò suo padre al-Husayn ibn Ali, Sharif della Mecca, il quale prese contatto con Sir Henry McMahon, alto commissario britannico al Cairo (vedi corrispondenza Husayn-MacMahon)

## Il testo
Il testo consegnato a Fayṣal conteneva dunque una serie di condizioni:
“Il riconoscimento da parte della Gran Bretagna dell'indipendenza delle province arabe che si trovano all'interno delle seguenti frontiere: a nord, la linea Mersin-Adan fino al parallelo 37N e da lì lungo la linea Birejek-Urga-Mardin-Kidiat-Jazirat (Ibn 'Unear)-Amadia fino alla linea con la frontiera persiana; a est: la frontiera persiano fino al Golfo Persico; a sud: l'Oceano Indiano (tranne Aden, il cui status verrà mantenuto); ad ovest: il Mar Rosso e il Mar Mediterraneo fino a Mersin. L'abolizione di tutti i privilegi eccezionali garantiti agli stranieri ai sensi delle capitolazioni. La conclusione di un'alleanza difensiva con la Gran Bretagna e la futura indipendenza dello Stato arabo. La garanzia di accordi economici preferenziali con la Gran Bretagna”.

## I negoziati con Kitchener

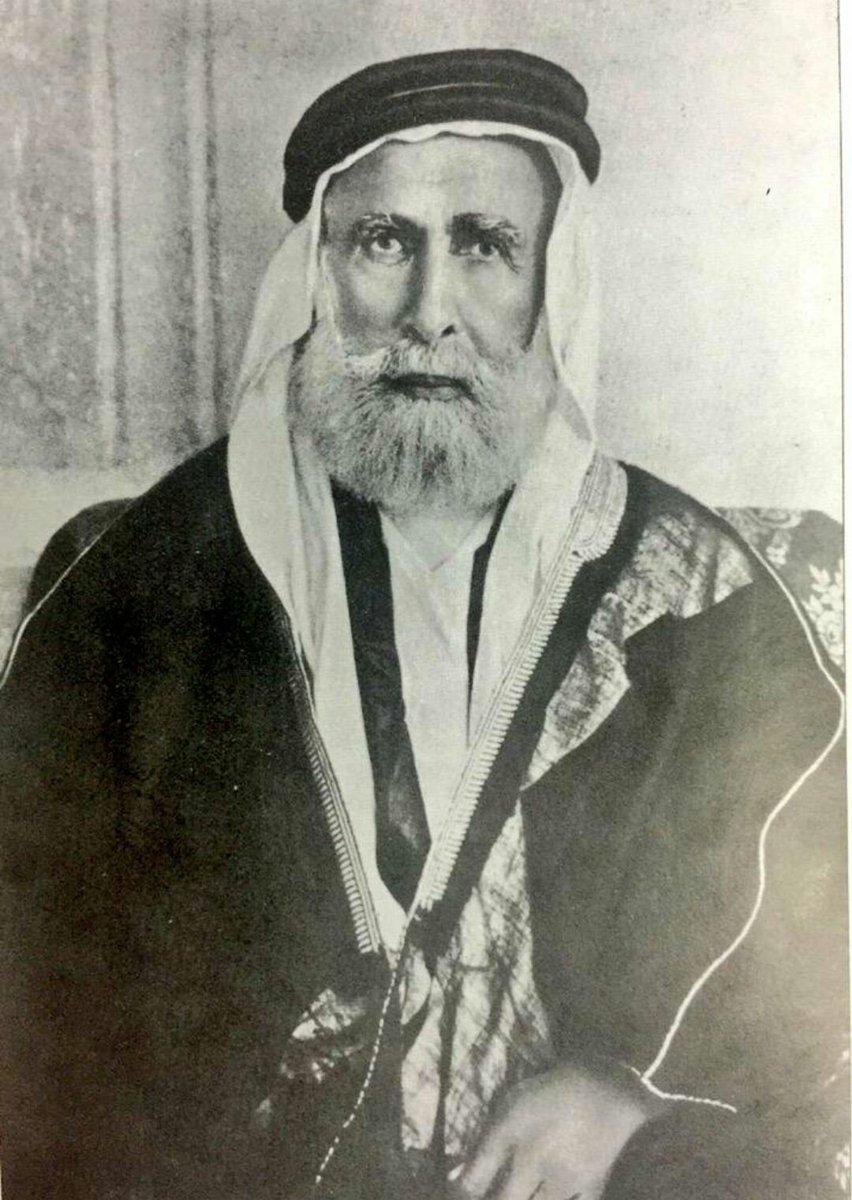
Al-Husayn ibn Ali, sceriffo della Mecca

Il 5 febbraio 1914 un altro figlio dello sceriffo della Mecca, ʿAbd Allāh, incontrò al Cairo Lord Kitchener, governatore generale dell'Egitto e del Sudan, al quale chiese fino a che punto i britannici erano disposti a soddisfare le ambizioni della dinastia hashemita in cambio del loro aiuto contro gli ottomani.
In un primo momento Kitchener non si sbilanciò, ma due mesi dopo, a seguito dell'entrata in guerra dell'Impero ottomano al fianco delle potenze centrali, Sir Ronald Storrs fece sapere ad Abdullah che la Gran Bretagna avrebbe garantito lo status quo in Arabia contro “qualunque aggressione turca”.
Qualche tempo dopo Kitchener, che nel frattempo era stato nominato ministro della guerra, si spinse anche oltre inviando un messaggio ad ʿAbd Allāh, con il quale sosteneva che la Gran Bretagna avrebbe riconosciuto e sostenuto l'indipendenza di un futuro Stato arabo.